# Corethrella varia
Corethrella varia är en tvåvingeart som beskrevs av Art Borkent 2008. Corethrella varia ingår i släktet Corethrella och familjen Corethrellidae.
Artens utbredningsområde är Papua Nya Guinea. Inga underarter finns listade i Catalogue of Life.